# Letališče Tân Sơn Nhất
Letališče Tân Sơn Nhất (IATA kratica SGN, vietnamsko Sân bay quốc tế Tân Sơn Nhất or Cảng hàng không quốc tế Tân Sơn Nhất) je mednarodno letališče v bližini Hošiminha v osrednjem Vietnamu. Letališče je največje v Vietnamu. Leta 2009 je letališče pretovorilo 32 milijonov potnikov leta 2016 in 38,5 milijonov potnikov leta 2018. Je 25. najprometnejše letališče na svetu. Oskrbuje Hošiminh in jugozahod Vietnama.
Letališče so na tem kraju v 30. letih 20. stoletja zgradile francoske kolonialne sile. Leta 1956 so ameriške oblasti dogradile 2190 m dolgo vzletno-pristajalno pisto.